# Cormura brevirostris
Cormura brevirostris là một loài động vật có vú trong họ Dơi bao, bộ Dơi. Loài này được Wagner mô tả năm 1843.